# روبرتو ألومار
روبرتو ألومار (بالإنجليزية: Roberto Alomar)‏ هو لاعب كرة قاعدة أمريكي، ولد في 5 فبراير 1968 في بونس، بورتوريكو في الولايات المتحدة.

## وصلات خارجية
- روبرتو ألومار على موقعبيزبول رفرنس.كوم (الدوري الرئيسي) (الإنجليزية)
- روبرتو ألومار على موقعبيزبول رفرنس.كوم (الدوري الثانوي) (الإنجليزية)
- روبرتو ألومار على موقع مشجعي الرسوم البيانية (الإنجليزية)
- روبرتو ألومار على موقع قاعة مشاهير كرة القاعدة (الإنجليزية)
- روبرتو ألومار على موقع قاعة أونتاريو للمشاهير الرياضية (مؤرشف) (الإنجليزية)
- روبرتو ألومار على موقع إن إن دي بي (الإنجليزية)